# Синьодзьоб
Синьодзьо́б (Spermophaga) — рід горобцеподібних птахів родини астрильдових (Estrildidae). Представники цього роду мешкають в Африці на південь від Сахари.

## Види
Виділяють п'ять видів:
- Синьодзьоб заїрський (Spermophaga poliogenys)
- Синьодзьоб чорноголовий (Spermophaga haematina)
- Синьодзьоб червоноголовий (Spermophaga ruficapilla)

## Етимологія
Наукова назва роду Spermophaga походить від сполучення слів дав.-гр. σπερμα — насіння, зерно і φαγος — поїдання.